# Jean-Marc Gaulin
Jean-Marc Gaulin (né le 3 mars 1962 à Balve en Allemagne) est un joueur canadien de hockey sur glace.

## Carrière de joueur
Il commence sa carrière en 1978 dans la Ligue de hockey junior majeur du Québec en jouant pour les Castors de Sherbrooke. En 1981, il est nommé dans la deuxième équipe d'étoiles de la Ligue de hockey junior majeur du Québec. En 1982 avec les Olympiques de Hull, il connait sa meilleure partie de sa carrière junior le 14 février 1982. Il connait une soirée de 6 points (2 buts et 4 passes) dans une victoire de son équipe 7 à 6 contre Chicoutimi.
Il est choisi en 1981 au cours du repêchage d'entrée dans la Ligue nationale de hockey par les Nordiques de Québec en 2e ronde, en 53e position. Il a disputé 26 matchs de LNH avec cette équipe.
Il joue avec Équipe Canada durant le championnat mondial junior de hockey sur glace en 1981. L'équipe termine en 7e position. En 1987, il rejoint l'Europe. Il a notamment joué pour le Mont-Blanc, Briançon et les Français Volants de Paris dans le championnat de France. Avec Mont-Blanc en 1988 et avec les Français Volants en 1989, il devient champion de France. En 1996, il termine sa carrière avec Lyon après trois saisons passées dans ce club où il a été joueur-entraîneur..

## Statistiques
| Saison          | Équipe                    | Ligue           |     | Saison régulière | Saison régulière | Saison régulière | Saison régulière | Saison régulière |   | Séries éliminatoires | Séries éliminatoires | Séries éliminatoires | Séries éliminatoires | Séries éliminatoires |
| Saison          | Équipe                    | Ligue           | PJ  | B                | A                | Pts              | Pun              | PJ               | B | A                    | Pts                  | Pun                  |                      |                      |
| 1978-1979       | Castors de Sherbrooke     | LHJMQ           | 71  | 26               | 41               | 67               | 89               | 12               | 2 | 9                    | 11                   | 22                   |                      |                      |
| 1979-1980       | Castors de Sherbrooke     | LHJMQ           | 16  | 6                | 15               | 21               | 14               | -                | - | -                    | -                    | -                    |                      |                      |
| 1979-1980       | Sorel/Verdun Éperviers    | LHJMQ           | 43  | 15               | 25               | 40               | 105              | -                | - | -                    | -                    | -                    |                      |                      |
| 1980-1981       | Éperviers de Sorel        | LHJMQ           | 70  | 50               | 40               | 90               | 157              | 7                | 0 | 3                    | 3                    | 6                    |                      |                      |
| 1981-1982       | Olympiques de Hull        | LHJMQ           | 56  | 50               | 50               | 100              | 93               | 11               | 2 | 15                   | 17                   | 9                    |                      |                      |
| 1982-1983       | Express de Fredericton    | LAH             | 67  | 11               | 17               | 28               | 58               | 9                | 0 | 0                    | 0                    | 21                   |                      |                      |
| 1982-1983       | Nordiques de Québec       | LNH             | 1   | 0                | 0                | 0                | 0                | -                | - | -                    | -                    | -                    |                      |                      |
| 1983-1984       | Express de Fredericton    | LAH             | 62  | 14               | 28               | 42               | 80               | 7                | 2 | 5                    | 7                    | 0                    |                      |                      |
| 1983-1984       | Nordiques de Québec       | LNH             | 2   | 0                | 0                | 0                | 0                | -                | - | -                    | -                    | -                    |                      |                      |
| 1984-1985       | Express de Fredericton    | LAH             | 27  | 10               | 9                | 19               | 32               | 5                | 1 | 3                    | 4                    | 2                    |                      |                      |
| 1984-1985       | Nordiques de Québec       | LNH             | 22  | 3                | 3                | 6                | 8                | 1                | 0 | 0                    | 0                    | 0                    |                      |                      |
| 1985-1986       | Express de Fredericton    | LAH             | 58  | 16               | 26               | 42               | 66               | 6                | 2 | 3                    | 5                    | 31                   |                      |                      |
| 1985-1986       | Nordiques de Québec       | LNH             | 1   | 1                | 0                | 1                | 0                | -                | - | -                    | -                    | -                    |                      |                      |
| 1986-1987       | Lumberjacks de Muskegon   | LIH             | 5   | 1                | 3                | 4                | 6                | -                | - | -                    | -                    | -                    |                      |                      |
| 1986-1987       | Express de Fredericton    | LAH             | 17  | 1                | 1                | 2                | 15               | -                | - | -                    | -                    | -                    |                      |                      |
| 1987-1988       | Mont-Blanc                | Nationale 1A    | 23  | 19               | 17               | 36               | 26               | -                | - | -                    | -                    | -                    |                      |                      |
| 1988-1989       | Français Volants de Paris | Nationale 1A    | 43  | 44               | 32               | 76               | 20               | -                | - | -                    | -                    | -                    |                      |                      |
| 1989-1990       | Français Volants de Paris | Nationale 1A    | 39  | 41               | 29               | 70               | 22               | -                | - | -                    | -                    | -                    |                      |                      |
| 1990-1991       | Français Volants de Paris | Ligue nationale | 28  | 21               | 18               | 39               | 16               | 4                | 4 | 1                    | 5                    | 6                    |                      |                      |
| 1991-1992       | Briançon                  | Élite           | 33  | 38               | 28               | 66               | 32               | -                | - | -                    | -                    | -                    |                      |                      |
| 1992-1993       | Lausanne HC               | LNB             | 10  | 8                | 6                | 14               | 6                | -                | - | -                    | -                    | -                    |                      |                      |
| 1993-1994       | Lyon                      | Division 3      | 26  | 40               | 28               | 68               | 42               | -                | - | -                    | -                    | -                    |                      |                      |
| 1994-1995       | Lyon                      | Nationale 1B    | 28  | 27               | 19               | 46               | 30               | -                | - | -                    | -                    | -                    |                      |                      |
| 1995-1996       | Lyon                      | Division 1      | 27  | 22               | 19               | 41               | 34               | -                | - | -                    | -                    | -                    |                      |                      |
| Totaux LAH      | Totaux LAH                | Totaux LAH      | 231 | 52               | 81               | 133              | 251              | 27               | 5 | 11                   | 16                   | 54                   |                      |                      |
| Totaux France   | Totaux France             | Totaux France   | 166 | 163              | 124              | 287              | 116              | 4                | 4 | 1                    | 5                    | 6                    |                      |                      |
| Totaux France 2 | Totaux France 2           | Totaux France 2 | 55  | 49               | 38               | 87               | 64               | -                | - | -                    | -                    | -                    |                      |                      |
| Totaux LNH      | Totaux LNH                | Totaux LNH      | 26  | 4                | 3                | 7                | 8                | 1                | 0 | 0                    | 0                    | 0                    |                      |                      |